# 成瀬政男
成瀬 政男（なるせ まさお、1898年2月3日 - 1979年7月12日）は、日本の機械工学者、東北大学名誉教授。初代職業訓練大学校校長。歯車の権威として知られる。位階および勲等は正三位・勲二等。

## 人物・経歴
千葉県安房郡北条町（現館山市）八幡生まれ。白浜村（現南房総市）育ち。祖父の藤蔵は長尾藩士。父の作蔵は白浜尋常小学校代用教員で家は貧しく、1910年に尋常高等小学校卒業後、畑仕事をしながら進学し、1916年に千葉県安房中学校（現千葉県立安房高等学校）卒業後、尋常高等小学校代用教員となる。小学校の恩師に勧められて進学した東北帝国大学工学専門部機械工学科では銀時計を授かり1920年に卒業後、宮城県立工業学校教諭となる。1923年東北帝国大学工学部機械工学科卒業、東北帝国大学機構学講座講師。
歯車職人溝口良吉に弟子入りし歯車研究を行い、1925年東北帝国大学工学部助教授。1931年工学博士。1935年豊田喜一郎の国産車計画に協力。ヨーロッパ留学を経て、1938年東北帝国大学工学部教授。1961年東北大学名誉教授、東洋大学工学部教授、中央職業訓錬所初代所長。1963年日本機械学会名誉員、精機学会名誉会員。1965年職業訓練大学校初代校長。1966年紫綬褒章受章。1968年勲二等瑞宝章受章。1973年職業訓練大学校顧問。1979年順天堂大学医学部附属順天堂医院で死去。指導学生にタナベ経営ファウンダー名誉会長の田辺昇一、アイシン精機社長などを務めた岩岡次郎など。

## 受賞歴
- 1943年 朝日文化賞
- 1953年 「歯車に関する研究」により日本学士院賞（和栗明、中田孝とともに）
- 1954年 河北文化賞
- 1955年 毎日出版文化賞受